# Swarraton
Swarraton – osada w Anglii, w hrabstwie Hampshire, w dystrykcie Winchester, w civil parish Northington. Leży 11 km od miasta Winchester. W 1931 roku civil parish liczyła 90 mieszkańców.

## Etymologia
Źródło:

Nazwa miejscowości na przestrzeni wieków:
- XI w. – Swerweton
- XIII w. – Sereweton i Swarneton
- XIV w. – Sarweton, Serveton, Swareweton i Swarghtone
- XV w. – Swarveton
- XVI w. – Swerverton, Swarroughtone i Swallowtone
- XVII w. – Swarrotton i Swarreton